# Заббар Сент-Патрік
Футбольний клуб «Заббар Сент-Патрік» (мальт. Żabbar Saint Patrick Football Club) — мальтійський футбольний клуб з міста Заббар. Команда з 2024 року грає в Мальтійській Прем'єр-лізі, найвищому дивізіоні мальтійського футболу. «Заббар Сент-Патрік» заснований у 1912 році, проте у професійних змаганнях розпочав виступати лише з 1948 року, та більшу частину часу провів у нижчих дивізіонах мальтійського футболу. Клуб грає домашні матчі на стадіоні «Іль Фосс» місткістю в 1 тисячу глядачів.